# الوسية (إربد)
الوسية هي إحدى مناطق محافظة  إربد في الأردن .